# Club Baloncesto Sevilla 2006-2007
Questa voce raccoglie le informazioni riguardanti il Club Baloncesto Sevilla nelle competizioni ufficiali della stagione 2006-2007.

## Stagione
La stagione 2006-2007 del Club Baloncesto Sevilla è la 18ª nel massimo campionato spagnolo di pallacanestro, la Liga ACB.

## Roster
Aggiornato al 30 luglio 2021.
| Caja San Fernando 2006-07 | Caja San Fernando 2006-07 |
| Giocatori                 | Staff tecnico             |
| ------------------------- | ------------------------- |

| N. | Naz.                   | Ruolo | Nome                   | Anno | Alt.   | Peso   |  |
| -- | ---------------------- | ----- | ---------------------- | ---- | ------ | ------ |  |
| 4  | Stati Uniti (bandiera) | AG    | Demetrius Alexander    | 1975 | 204 cm | 106 kg |  |
| 5  | Spagna (bandiera)      | AP    | Carlos Cazorla         | 1977 | 197 cm | 94 kg  |  |
| 6  | Spagna (bandiera)      | P     | Carles Marco           | 1974 | 180 cm |        |  |
| 7  | Croazia (bandiera)     | AP    | Branimir Longin        | 1978 | 196 cm |        |  |
| 8  | Bulgaria (bandiera)    | AC    | Dejan Ivanov           | 1986 | 205 cm | 103 kg |  |
| 8  | Georgia (bandiera)     | C     | Nik'oloz Tskit'ishvili | 1983 | 212 cm | 111 kg |  |
| 9  | Bulgaria (bandiera)    | G     | Filip Videnov          | 1980 | 196 cm | 92 kg  |  |
| 10 | Spagna (bandiera)      | G     | Marcos Suka-Umu        | 1985 | 192 cm | 84 kg  |  |
| 11 | Spagna (bandiera)      | C     | Antonio Bueno          | 1980 | 208 cm | 111 kg |  |
| 12 | Spagna (bandiera)      | C     | José Maria Balmon      | 1981 | 204 cm |        |  |
| 13 | Germania (bandiera)    | C     | Patrick Femerling      | 1975 | 214 cm | 116 kg |  |
| 15 | Stati Uniti (bandiera) | P     | Hollis Price           | 1979 | 186 cm | 88 kg  |  |
| 21 | Polonia (bandiera)     | AG    | Michał Ignerski        | 1980 | 207 cm | 105 kg |  |
| 30 | Spagna (bandiera)      | P     | Antonio Bustamante     | 1984 | 182 cm |        |  |
| 30 | Stati Uniti (bandiera) | AG    | Steven Smith           | 1983 | 206 cm | 108 kg |  |

| Allenatore                                                                         |
| - Manel Comas (fino al 2 marzo) - Moncho López (dal 2 marzo)                       |
| Assistente/i                                                                       |
| - Antonio Jarana - Luis Ambel Legenda - (C) Capitano - (IN) Inattivo - Infortunato |

## Mercato

### Sessione estiva
| Acquisti | Acquisti            | Acquisti          | Acquisti      | Acquisti |
| R.a      | Nome                | da                | Modalità      |          |
| -------- | ------------------- | ----------------- | ------------- | -------- |
| C        | Patrick Femerling   | Panathīnaïkos     | definitivo    |          |
| P        | Hollis Price        | Alba Berlino      | definitivo    |          |
| C        | Antonio Bueno       | Estudiantes       | definitivo    |          |
| AG       | Demetrius Alexander | Pau-Orthez        | definitivo    |          |
| G        | Filip Videnov       | Real Madrid       | definitivo    |          |
| AG       | Michał Ignerski     | Włocławek         | definitivo    |          |
| AC       | Dejan Ivanov        | Cherno More Varna | definitivo    |          |
| P        | Antonio Bustamante  | Clavijo           | fine prestito |          |
| C        | José María Balmón   | Plasencia         | definitivo    |          |

| Cessioni | Cessioni           | Cessioni       | Cessioni       | Cessioni |
| R.       | Nome               | a              | Modalità       |          |
| -------- | ------------------ | -------------- | -------------- | -------- |
| AC       | Nestoras Kommatos  | AEK Atene      | fine contratto |          |
| P        | Carlos Cherry      | CSKA Sofia     | fine contratto |          |
| AG       | Lou Roe            | Seoul Knights  | fine contratto |          |
| AP       | Raúl Pérez         | Los Barrios    | fine contratto |          |
| G        | Donatas Slanina    | Sopot          | fine contratto |          |
| C        | Giannīs Giannoulīs | Aris Salonicco | fine contratto |          |
| AG       | Darren Phillip     | S.I. Sound     | fine contratto |          |
| C        | Kaspars Cipruss    | Breogán        | fine contratto |          |

### Dopo l'inizio della stagione
| Acquisti | Acquisti               | Acquisti        | Acquisti       | Acquisti   |
| R.       | Nome                   | da              | Data           | Modalità   |
| -------- | ---------------------- | --------------- | -------------- | ---------- |
| C        | Nik'oloz Tskit'ishvili | Free agent      | 5 gennaio 2007 | definitivo |
| AG       | Steven Smith           | Anaheim Arsenal | aprile 2007    | definitivo |

| Cessioni | Cessioni       | Cessioni   | Cessioni      | Cessioni    |
| R.       | Nome           | a          | Data          | Modalità    |
| -------- | -------------- | ---------- | ------------- | ----------- |
| G        | Carlos Cazorla | Free agent | 4 aprile 2007 | rescissione |